# Карл I Анжуйський
Карл I Анжуйський (фр. Charles d'Anjou, 21 березня 1227 — 7 січня 1285, Фоджа) — засновник Анжу-Сицилійської династії, граф Анжуйський і Менський з 1246, граф Провансу і Форкальк'є з 1246, король Сицилії в 1266—1282, Неаполя з 1266, титулярний король Єрусалимський з 1277, король Албанії з 1272, князь Ахейський з 1278. Син французького короля Людовика VIII, брат Людовика IX.

## Завоювання Сицилійського королівства
Папство довго конфліктувало з німецьким імператорським домом Гогенштауфенів через їхнє правління в Південній Італії. Після того, як поширилися чутки про смерть у Німеччині Конрадіна, законного нащадка Фрідріха II, знать та представники міст Сицилійського королівства (яке включало Сицилію та Південну Італію) запросили стати новим королем його незаконнонародженого брата Манфреда. Коронація відбулася 10 серпня 1258 року в Палермо. Втім, папа Олександр IV (1254—1261) не визнав його королем. В свою чергу, папа Урбан IV (1261—1264) вирішив відібрати у нього королівство і в 1263 році уклав таємний договір з Карлом Анжуйським, пообіцявши йому сицилійський трон. Після смерті Папи Урбана в жовтні 1264 року Папа Климент IV продовжував підтримувати Карла як і його попередник.

### Похід в Італію
Карл з частиною своїх військ прибув до Риму в травні 1265 року, і був змушений тимчасово зупинитись в очікуванні надходження фінансування для подальших військових операцій. В січні 1266 року основна армія Карла перетнула Альпи. Манфред очікував супротивника на сильній позиції через річку Калор, яку можна було перетнути лише одним мостом.

### Битва при Беневенто
Вирішальна битва при Беневенто почалася вранці 26 лютого 1266 року і закінчилась розгромною поразкою Манфреда, який сам загинув під час битви. Знищення армії Манфреда означало крах правління Гогенштауфенів в Італії. Решту Сицилійського королівства було завойовано Карлом майже без опору. Оселившись у своєму новому королівстві, Карл чекав приходу Конрадіна, останньої надії Гогенштауфенів, у 1268 році, і зустрів його в битві при Тальякоццо .
На згадку про битву поблизу Аквіли, де він переміг і взяв у полон короля Конрадіна, того ж 1268 року король Карло І заснував Орден Півмісяця. 
Потребуючи грошей для змінення своєї влади, Карл I першим в історії середньовічної Європи наважився запровадити податок на сіль — який отримав назву «габелла» (від арабського «кабала» — «стягнення, податкове зобов'язання») або ж «габель». Як наслідок в Сицилії проти володаря спалахнуло відкрите повстання — відоме під назвою «сицилійська вечірня». Зрештою, податок довелося скасувати.

## Родина
1 Дружина — Беатриса, графиня Провансу
Діти:
- Людовик (1248)
- Бланка (1250—1269), дружина Роберта III де Дамп'єра, графа Фландрії
- Беатриса (1252—1275), дружина Філіппа І де Куртене, імператора Латинської імперії
- Карл (1254—1309), 2-й король Неаполю
- Філіпп (1256—1277), князь Ахейський, одружений з Ізабеллою де Віллардуен
- Роберт (1258—1265)
- Ізабела (1261—1303), дружина Ласло IV Арпада, короля Угорщини